# Liste der Städte in Ostpreußen
Diese Liste beinhaltet die Orte mit Stadtrecht in Ostpreußen einschließlich des Memellandes mit dem Gebietsstand von 1945.
| Deutscher Name           | Landkreis 1910    | Regierungs- bezirk 1910 | Landkreis 1945      | Stadt seit     | Einwohner 1910 | Einwohner 1939 | Polnischer / Russischer / Litauischer Name | Powiat / Rajon/ Distrikt (Kreis)    | Woiwodschaft / Oblast | Anmerkung                                            |
| ------------------------ | ----------------- | ----------------------- | ------------------- | -------------- | -------------- | -------------- | ------------------------------------------ | ----------------------------------- | --------------------- | ---------------------------------------------------- |
| Allenburg                | Wehlau            | Königsberg              | Wehlau              | 1400           | 1.697          | 2.694          | Druschba                                   | Rajon Prawdinsk Friedland           | Kaliningrad           |                                                      |
| Allenstein               | Allenstein        | Allenstein              | Allenstein          | 1353           | 33.077         | 50.396         | Olsztyn                                    | kreisfrei                           | Ermland-Masuren       |                                                      |
| Darkehmen / Angerapp     | Darkehmen         | Gumbinnen               | Darkehmen           | 1725           | 3.533          | 4.336          | Osjorsk                                    | Rajon Osjorsk Angerapp              | Kaliningrad           |                                                      |
| Angerburg                | Angerburg         | Gumbinnen               | Angerburg           | 1571           | 5.754          | 10.922         | Węgorzewo                                  | Powiat Węgorzewski                  | Ermland-Masuren       |                                                      |
| Arys                     | Johannisburg      | Allenstein              | Johannisburg        | 1725           | 2.201          | 3.553          | Orzysz                                     | Powiat Piski Johannisburg           | Ermland-Masuren       |                                                      |
| Barten                   | Rastenburg        | Königsberg              | Rastenburg          | 1628–1945      | 1.221          | 1.541          | Barciany                                   | Powiat Kętrzyński Rastenburg        | Ermland-Masuren       |                                                      |
| Bartenstein              | Friedland         | Königsberg              | Bartenstein         | 1332           | 7.343          | 12.912         | Bartoszyce                                 | Powiat Bartoszycki Bartenstein      | Ermland-Masuren       |                                                      |
| Bischofsburg             | Rößel             | Königsberg              | Rößel               | 1395           | 5.428          | 8.468          | Biskupiec                                  | Powiat Olsztyński Allenstein        | Ermland-Masuren       |                                                      |
| Bischofstein             | Rößel             | Königsberg              | Rößel               | 1385           | 3.183          | 3.163          | Bisztynek                                  | Powiat Bartoszycki Bartenstein      | Ermland-Masuren       |                                                      |
| Bischofswerder           | Rosenberg         | Marienwerder            | Rosenberg           | 1331–1945      | 2.311          | 2.046          | Biskupiec Pomorski                         | Powiat Olsztyński Allenstein        | Ermland-Masuren       | ehemals Westpreußen, von 1922 bis 1939 zu Ostpreußen |
| Braunsberg               | Braunsberg        | Königsberg              | Braunsberg          | 1254           | 13.691         | 21.142         | Braniewo                                   | Powiat Braniewski Braunsberg        | Ermland-Masuren       |                                                      |
| Christburg               | Stuhm             | Marienwerder            | Stuhm               | 1288           | 3.004          | 3.676          | Dzierzgoń                                  | Powiat Sztumski Stuhm               | Pommern               | ehemals Westpreußen, von 1922 bis 1939 zu Ostpreußen |
| Deutsch Eylau            | Rosenberg         | Marienwerder            | Rosenberg           | 1305           | 10.987         | 12.834         | Iława                                      | Powiat Iławski Deutsch Eylau        | Ermland-Masuren       | ehemals Westpreußen, von 1922 bis 1939 zu Ostpreußen |
| Domnau                   | Friedland         | Königsberg              | Bartenstein         | 1400           | 1.910          | 2.988          | Domnowo                                    | Rajon                               | Kaliningrad           |                                                      |
| Drengfurt                | Rastenburg        | Königsberg              | Rastenburg          | 1405–1945      | 1.521          | 1.588          | Srokowo                                    | Powiat Kętrzyński Rastenburg        | Ermland-Masuren       |                                                      |
| Ebenrode / Stallupönen   | Stallupönen       | Gumbinnen               | Ebenrode            | 1722           | 5.646          | 6.608          | Nesterow                                   | Rajon Nesterow Ebenrode             | Kaliningrad           |                                                      |
| Elbing                   | Stadtkreis        | Marienwerder            | Stadtkreis          | 1246           | 58.636         | 85.952         | Elbląg                                     | kreisfrei                           | Ermland-Masuren       | ehemals Westpreußen, von 1922 bis 1939 zu Ostpreußen |
| Eydtkau / Eydtkuhnen     | Stallupönen       | Gumbinnen               | Ebenrode            | 1922           | 5.539          | 4.922          | Tschernyschewskoje                         | Rajon Nesterow Ebenrode             | Kaliningrad           |                                                      |
| Fischhausen              | Fischhausen       | Königsberg              | Samland             | 1305           | 2.613          | 3.879          | Primorsk                                   | Rajon                               | Kaliningrad           |                                                      |
| Frauenburg               | Braunsberg        | Königsberg              | Braunsberg          | 1310–1945 1959 | 2.522          | 2.951          | Frombork                                   | Powiat Braniewski Braunsberg        | Ermland-Masuren       |                                                      |
| Freystadt                | Rosenberg         | Marienwerder            | Rosenberg           | 1331–1946 1986 | 2.607          | 3.092          | Kisielice                                  | Powiat Iławski Deutsch Eylau        | Ermland-Masuren       | ehemals Westpreußen, von 1922 bis 1939 zu Ostpreußen |
| Friedland                | Friedland         | Königsberg              | Bartenstein         | 1335           | 3.027          | 4.410          | Prawdinsk                                  | Rajon Prawdinsk Friedland           | Kaliningrad           |                                                      |
| Garnsee                  | Marienwerder      | Marienwerder            | Marienwerder        | 1334           | 987            | 1.076          | Gardeja                                    | Powiat Kwidzyński Marienwerder      | Pommern               | ehemals Westpreußen, von 1922 bis 1939 zu Ostpreußen |
| Gehlenburg / Bialla      | Johannisburg      | Allenstein              | Johannisburg        | 1722           | 2.149          | 2.823          | Biała Piska                                | Powiat Piski Johannisburg           | Ermland-Masuren       |                                                      |
| Gerdauen                 | Gerdauen          | Königsberg              | Gerdauen            | 1398           | 3.028          | 5.118          | Schelesnodoroschny                         | Rajon Prawdinsk Friedland           | Kaliningrad           |                                                      |
| Gilgenburg               | Osterode          | Allenstein              | Osterode            | 1326–1945      | 1.632          | 1.723          | Dąbrówno                                   | Powiat Ostródzki Osterode           | Ermland-Masuren       |                                                      |
| Goldap                   | Goldap            | Gumbinnen               | Goldap              | 1570           | 9.496          | 12.786         | Gołdap                                     | Powiat Gołdapski Goldap             | Ermland-Masuren       |                                                      |
| Gumbinnen                | Gumbinnen         | Gumbinnen               | Gumbinnen           | 1724           | 14.540         | 24.534         | Gussew                                     | Rajon Gussew Gumbinnen              | Kaliningrad           |                                                      |
| Guttstadt                | Heilsberg         | Königsberg              | Heilsberg           | 1329           | 5.039          | 5.931          | Dobre Miasto                               | Powiat Olsztyński Allenstein        | Ermland-Masuren       |                                                      |
| Heiligenbeil             | Heiligenbeil      | Königsberg              | Heiligenbeil        | 1301           | 4.821          | 10.631         | Mamonowo                                   | Rajon Bagrationowsk Preußisch Eylau | Kaliningrad           |                                                      |
| Heilsberg                | Heilsberg         | Königsberg              | Heilsberg           | 1309           | 6.082          | 10.630         | Lidzbark Warmiński                         | Powiat Lidzbarski Heilsberg         | Ermland-Masuren       |                                                      |
| Heydekrug                | Heydekrug         | Gumbinnen               | Heydekrug           | 1941           | 1.142          | 4.836          | Šilutė                                     | Distrikt Klaipėda Memel             | Litauen               | 1920–1939 litauisch                                  |
| Hohenstein               | Osterode          | Allenstein              | Osterode            | 1359           | 2.819          | 4.236          | Olsztynek                                  | Powiat Olsztyński Allenstein        | Ermland-Masuren       |                                                      |
| Insterburg               | Insterburg        | Gumbinnen               | Stadtkreis          | 1583           | 31.624         | 48.711         | Tschernjachowsk                            | Rajon Tschernjachowsk Insterburg    | Kaliningrad           |                                                      |
| Johannisburg             | Johannisburg      | Allenstein              | Johannisburg        | 1645           | 4.301          | 6.451          | Pisz                                       | Powiat Piski Johannisburg           | Ermland-Masuren       |                                                      |
| Königsberg               | Stadtkreis        | Königsberg              | Stadtkreis          | 1286           | 245.994        | 360.577        | Kaliningrad                                |                                     | Kaliningrad           |                                                      |
| Kreuzburg                | Preußisch Eylau   | Königsberg              | Preußisch Eylau     | 1315           | 1.726          | 2.005          | Slawskoje                                  | Rajon Bagrationowsk Preußisch Eylau | Kaliningrad           |                                                      |
| Labiau                   | Labiau            | Königsberg              | Labiau              | 1642           | 4.604          | 6.527          | Polessk                                    | Rajon Polessk Labiau                | Kaliningrad           |                                                      |
| Landsberg                | Preußisch Eylau   | Königsberg              | Preußisch Eylau     | 1335           | 2.387          | 3.117          | Górowo Iławeckie                           | Powiat Bartoszycki Bartenstein      | Ermland-Masuren       |                                                      |
| Liebemühl                | Osterode          | Allenstein              | Osterode            | 1335           | 2.374          | 2.439          | Miłomłyn                                   | Powiat Ostródzki Osterode           | Ermland-Masuren       |                                                      |
| Liebstadt                | Mohrungen         | Königsberg              | Mohrungen           | 1323           | 1.926          | 2.742          | Miłakowo                                   | Powiat Ostródzki Osterode           | Ermland-Masuren       |                                                      |
| Lötzen                   | Lötzen            | Allenstein              | Lötzen              | 1612           | 6.945          | 14.000         | Giżycko                                    | Powiat Giżycki Lötzen               | Ermland-Masuren       |                                                      |
| Lyck                     | Lyck              | Allenstein              | Lyck                | 1669           | 13.428         | 16.482         | Ełk                                        | Powiat Ełcki Lyck                   | Ermland-Masuren       |                                                      |
| Marienburg               | Marienburg        | Danzig                  | Marienburg          | 1276           | 14.019         | 26.000         | Malbork                                    | Powiat Malborski Marienburg         | Pommern               | ehemals Westpreußen, von 1922 bis 1939 zu Ostpreußen |
| Marienwerder             | Marienwerder      | Marienwerder            | Marienwerder        | 1233           | 12.983         | 20.010         | Kwidzyn                                    | Powiat Kwidzyński Marienwerder      | Pommern               | ehemals Westpreußen, von 1922 bis 1939 zu Ostpreußen |
| Mehlsack                 | Braunsberg        | Königsberg              | Braunsberg          | vor 1312       | 3.913          | 4.384          | Pieniężno                                  | Powiat Braniewski Braunsberg        | Ermland-Masuren       |                                                      |
| Memel                    | Memel             | Königsberg              | Stadtkreis          | 1258           | 21.470         | 41.297         | Klaipėda                                   | Distrikt Klaipėda Memel             | Litauen               | 1920–1939 litauisch                                  |
| Mohrungen                | Mohrungen         | Königsberg              | Mohrungen           | vor 1332       | 4.147          | 8.376          | Morąg                                      | Powiat Ostródzki Osterode           | Ermland-Masuren       |                                                      |
| Mühlhausen               | Preußisch Holland | Königsberg              | Preußisch Holland   | vor 1330       | 2.407          | 3.006          | Młynary                                    | Powiat Elbląski Elbing              | Ermland-Masuren       |                                                      |
| Neidenburg               | Neidenburg        | Allenstein              | Neidenburg          | 1381           | 5.060          | 9.201          | Nidzica                                    | Powiat Nidzicki Neidenburg          | Ermland-Masuren       |                                                      |
| Nikolaiken               | Sensburg          | Allenstein              | Sensburg            | 1726           | 2.291          | 2.631          | Mikołajki                                  | Powiat Mrągowski Sensburg           | Ermland-Masuren       |                                                      |
| Nordenburg               | Gerdauen          | Königsberg              | Gerdauen            | 1405           | 2.149          | 3.173          | Krylowo                                    | Rajon Prawdinsk Friedland           | Kaliningrad           |                                                      |
| Ortelsburg               | Ortelsburg        | Allenstein              | Ortelsburg          | 1723           | 5.478          | 14.234         | Szczytno                                   | Powiat Szczycieński Ortelsburg      | Ermland-Masuren       |                                                      |
| Osterode                 | Osterode          | Allenstein              | Osterode            | 1329           | 14.364         | 19.519         | Ostróda                                    | Powiat Ostródzki Osterode           | Ermland-Masuren       |                                                      |
| Passenheim               | Ortelsburg        | Allenstein              | Ortelsburg          | 1386           | 2.074          | 2.431          | Pasym                                      | Powiat Szczycieński Ortelsburg      | Ermland-Masuren       |                                                      |
| Pillau                   | Fischhausen       | Königsberg              | Samland             | 1725           | 7.079          | 10.980         | Baltijsk                                   | Stadtkreis Baltijsk Pillau          | Kaliningrad           |                                                      |
| Preußisch Eylau          | Preußisch Eylau   | Königsberg              | Preußisch Eylau     | 1585           | 3.270          | 7.485          | Bagrationowsk                              | Rajon Bagrationowsk Preußisch Eylau | Kaliningrad           |                                                      |
| Preußisch Holland        | Preußisch Holland | Königsberg              | Preußisch Holland   | 1297           | 4.744          | 6.343          | Pasłęk                                     | Powiat Elbląski Elbing              | Ermland-Masuren       |                                                      |
| Ragnit                   | Ragnit            | Gumbinnen               | Tilsit-Ragnit       | 1722           | 5.535          | 10.094         | Neman                                      | Rajon Neman Neman                   | Kaliningrad           |                                                      |
| Rastenburg               | Rastenburg        | Königsberg              | Rastenburg          | 1357           | 11.945         | 19.634         | Kętrzyn                                    | Powiat Kętrzyński Rastenburg        | Ermland-Masuren       |                                                      |
| Rhein                    | Lötzen            | Allenstein              | Lötzen              | 1723           | 1.920          | 2.274          | Ryn                                        | Powiat Giżycki Lötzen               | Ermland-Masuren       |                                                      |
| Riesenburg               | Rosenberg         | Marienwerder            | Rosenberg           | vor 1331       | 11.945         | 7.914          | Prabuty                                    | Powiat Kwidzyński Marienwerder      | Pommern               | ehemals Westpreußen, von 1922 bis 1939 zu Ostpreußen |
| Rößel                    | Rößel             | Königsberg              | Rößel               | 1337           | 4.457          | 5.045          | Reszel                                     | Powiat Kętrzyński Rastenburg        | Ermland-Masuren       |                                                      |
| Rosenberg                | Rosenberg         | Marienwerder            | Rosenberg           | vor 1331       | 3.181          | 7.914          | Susz                                       | Powiat Iławski Deutsch Eylau        | Ermland-Masuren       | ehemals Westpreußen, von 1922 bis 1939 zu Ostpreußen |
| Saalfeld                 | Mohrungen         | Königsberg              | Mohrungen           | 1305–1945 1986 | 2.603          | 3.129          | Zalewo                                     | Powiat Iławski Deutsch Eylau        | Ermland-Masuren       |                                                      |
| Schippenbeil             | Friedland         | Königsberg              | Bartenstein         | 1351           | 2.415          | 3.436          | Sępopol                                    | Powiat Bartoszycki Bartenstein      | Ermland-Masuren       |                                                      |
| Schirwindt               | Pillkallen        | Gumbinnen               | Schloßberg (Ostpr.) | 1725           | 1.151          | 1.090          | Kutusowo                                   | Rajon Krasnosnamensk Lasdehnen      | Kaliningrad           |                                                      |
| Schlossberg / Pillkallen | Pillkallen        | Gumbinnen               | Schloßberg (Ostpr.) | 1725           | 4.347          | 5.833          | Dobrowolsk                                 | Rajon Krasnosnamensk Lasdehnen      | Kaliningrad           |                                                      |
| Seeburg                  | Rößel             | Königsberg              | Rößel               | 1338           | 2.965          | 3.036          | Jeziorany                                  | Powiat Olsztyński Allenstein        | Ermland-Masuren       |                                                      |
| Sensburg                 | Sensburg          | Allenstein              | Sensburg            | vor 1444       | 6.492          | 9.880          | Mrągowo                                    | Powiat Mrągowski Sensburg           | Ermland-Masuren       |                                                      |
| Soldau                   | Neidenburg        | Allenstein              | Neidenburg          | 1349           | 4.728          | 5.349          | Działdowo                                  | Powiat Działdowski Soldau           | Ermland-Masuren       | 1920–1939 polnisch                                   |
| Stuhm                    | Stuhm             | Marienwerder            | Stuhm               | 1416           | 3.091          | 6.127          | Sztum                                      | Powiat Sztumski Stuhm               | Pommern               | ehemals Westpreußen, von 1922 bis 1939 zu Ostpreußen |
| Tapiau                   | Wehlau            | Königsberg              | Wehlau              | 1722           | 5.986          | 9.272          | Gwardeisk                                  | Rajon Gwardeisk Tapiau              | Kaliningrad           |                                                      |
| Tilsit                   | Stadtkreis        | Gumbinnen               | Stadtkreis          | 1552           | 39.013         | 59.105         | Sowjetsk                                   | Rajon                               | Kaliningrad           |                                                      |
| Tolkemit                 | Elbing            | Danzig                  | Elbing              | um 1296        | 3.302          | 3.522          | Tolkmicko                                  | Powiat Elbląski Elbing              | Ermland-Masuren       | ehemals Westpreußen, von 1922 bis 1939 zu Ostpreußen |
| Treuburg / Marggrabowa   | Oletzko           | Gumbinnen               | Oletzko/Treuburg    | 1550           | 5.391          | 7.118          | Olecko                                     | Powiat Olecki Treuburg              | Ermland-Masuren       |                                                      |
| Wartenburg               | Allenstein        | Allenstein              | Allenstein          | 1364           | 4.400          | 5.841          | Barczewo                                   | Powiat Olsztyński Allenstein        | Ermland-Masuren       |                                                      |
| Wehlau                   | Wehlau            | Königsberg              | Wehlau              | 1339           | 5.288          | 7.348          | Snamensk                                   | Rajon                               | Kaliningrad           |                                                      |
| Willenberg               | Ortelsburg        | Allenstein              | Ortelsburg          | 1723           | 2.436          | 2.600          | Wielbark                                   | Powiat Szczycieński Ortelsburg      | Ermland-Masuren       |                                                      |
| Wormditt                 | Braunsberg        | Königsberg              | Braunsberg          | 1312           | 5.559          | 7.816          | Orneta                                     | Powiat Lidzbarski Heilsberg         | Ermland-Masuren       |                                                      |
| Zinten                   | Heiligenbeil      | Königsberg              | Heiligenbeil        | 1341           | 3.382          | 5.801          | Kornewo                                    | Rajon Bagrationowsk Preußisch Eylau | Kaliningrad           |                                                      |

## 1939–1945 an Ostpreußen angeschlossen
| Deutscher Name 1945 | vorläufige Umbenennung | Landkreis 1945 | Regierungs- bezirk 1945 | Stadt seit | Einwohner 1910 | Einwohner 2005 | Polnischer Name      | Powiat / (Kreis)     | Woiwodschaft | Anmerkung |
| ------------------- | ---------------------- | -------------- | ----------------------- | ---------- | -------------- | -------------- | -------------------- | -------------------- | ------------ | --------- |
| Bugmünde            | Neuhof                 | Plöhnen        | Zichenau                |            |                | 27.678         | Nowy Dwór Mazowiecki | Nowy Dwór Mazowiecki | Masowien     |           |
| Chorzele            | Chorzellen             | Praschnitz     | Zichenau                | 1542       |                | 2.780          | Chorzele             | Przasnysz            | Masowien     |           |
| Görtzen             | Zuromin                | Sichelberg     | Zichenau                |            |                | 9.004          | Żuromin              | Zuromin              | Masowien     |           |
| Harnau              | Raciąż                 | Sichelberg     | Zichenau                | 1425       |                | 4.585          | Raciąż               | Płońsk               | Masowien     |           |
| Hohenburg           | Wyszogród              | Schröttersburg | Zichenau                | 1398       |                | 2.793          | Wyszogród            | Płock                | Masowien     |           |
| Mackeim             | Makow                  | Mackeim        | Zichenau                |            |                |                | Maków Mazowiecki     | Maków                | Masowien     |           |
| Mielau              | Mława                  | Mielau         | Zichenau                | 1429       |                | 29.465         | Mława                | Mława                | Masowien     |           |
| Nasielsk            |                        | Ostenburg      | Zichenau                | 1386       |                | 7.222          | Nasielsk             | Nowy Dwór Mazowiecki | Masowien     |           |
| Ostenburg           | Pułtusk                | Ostenburg      | Zichenau                | 1257       |                | 19.175         | Pułtusk              | Pułtusk              | Masowien     |           |
| Plöhnen             | Płońsk                 | Plöhnen        | Zichenau                | 1400       |                | 22.335         | Płońsk               | Płońsk               | Masowien     |           |
| Praschnitz          |                        | Praschnitz     | Zichenau                | 1427       |                | 17.068         | Przasnysz            | Przasnysz            | Masowien     |           |
| Rozan               | Rozan                  | Mackeim        | Zichenau                |            |                |                | Różan                | Maków                | Masowien     |           |
| Scharfenwiese       | Ostrolenka             | Scharfenwiese  | Zichenau                | 1373       |                | 54.109         | Ostrołęka            | kreisfrei            | Masowien     |           |
| Schröttersburg      | Plotzk                 | Schröttersburg | Zichenau                | 1237       |                | 126.968        | Plock                | kreisfrei            | Masowien     |           |
| Sejny               |                        | Sudauen        | Gumbinnen               |            |                | 5.910          | Sejny                | Sejny                | Podlachien   |           |
| Serock              |                        | Ostenburg      | Zichenau                | 1417       |                | 3.575          | Serock               | Legionowo            | Masowien     |           |
| Sichelberg          | Schirps                | Sichelberg     | Zichenau                | 1322       |                | 18.742         | Sierpc               | Sierpc               | Masowien     |           |
| Sudauen             | Suwalken               | Sudauen        | Gumbinnen               | 1720       |                | 69.281         | Suwałki              | kreisfrei            | Podlachien   |           |
| Zakroczym           |                        | Plöhnen        | Zichenau                | 1422       |                | 3.395          | Zakroczym            | Nowy Dwór Mazowiecki | Masowien     |           |
| Zichenau            |                        | Zichenau       | Zichenau                | 1266       |                | 4.555          | Ciechanów            | Zichenau             | Masowien     |           |

## Quelle
Deutsches Städtebuch, Band I, Stuttgart 1939